# Rosalía Gonzalo
Rosalía Gonzalo López (n. Guadalajara, Castilla-La Mancha, España, 2 de mayo de 1969) es una política, especialista en mercados y socióloga española. Es militante del Partido Popular.
Fue Diputada en la Asamblea de Madrid. Ejerció como Consejera de Transporte, Vivienda e Infraestructuras de la Comunidad de Madrid entre septiembre de 2017 y agosto de 2019.

## Biografía
Nacida en la ciudad castellana de Guadalajara, el día 2 de mayo de 1969.
Por la Universidad Complutense de Madrid (UCM) se licenció en Sociología e hizo un máster en Mercadotecnia.
También hizo otro máster en Dirección de Recursos Humanos por el Centro Universitario de Investigación y Formación Empresarial (CUIFE) de la Universidad Autónoma de Madrid (UAM).
Inició su carrera política como militante del Partido Popular (PP).
Su primer cargo de responsabilidad lo ocupó desde 2012 hasta 2015, siendo la Directora de Gabinete de la Delegación del Gobierno en la Comunidad de Madrid, durante el mandato de la entonces Delegada del Gobierno, Cristina Cifuentes.
Tras las Elecciones autonómicas de 2015 logró un escaño de diputada por el Partido Popular en la Asamblea de Madrid, pasando a ser elegida como Secretaria Primera de la Junta de la Asamblea.
Luego en medio de la reorganización del gobierno regional de Cifuentes, fue nombrada el día 27 de septiembre de 2017 como nueva Consejera Transporte, Vivienda e Infraestructuras de la Comunidad de Madrid.
Actualmente mantiene el mismo cargo de Consejera, pero dentro del nuevo gobierno regional presidido por Ángel Garrido.